# Celeus elegans
Celeus elegans е вид птица от семейство Picidae.

## Разпространение
Видът е разпространен в Боливия, Бразилия, Венецуела, Гвиана, Еквадор, Колумбия, Перу, Суринам, Тринидад и Тобаго и Френска Гвиана.